# Gare de Versailles-Château-Rive-Gauche
La estación de Versalles-Château-Rive-Gauche (anteriormente llamada Versalles-Rive-Gauche, hasta febrero de 2012), es una estación ferroviaria francesa sita en la comuna de Versalles, en el departamento de los Yvelines en región Isla de Francia. Es una de las cabeceras de la línea C del RER.
Es la estación que permite el mejor acceso al Palacio de Versalles.

## Servicio de los viajeros

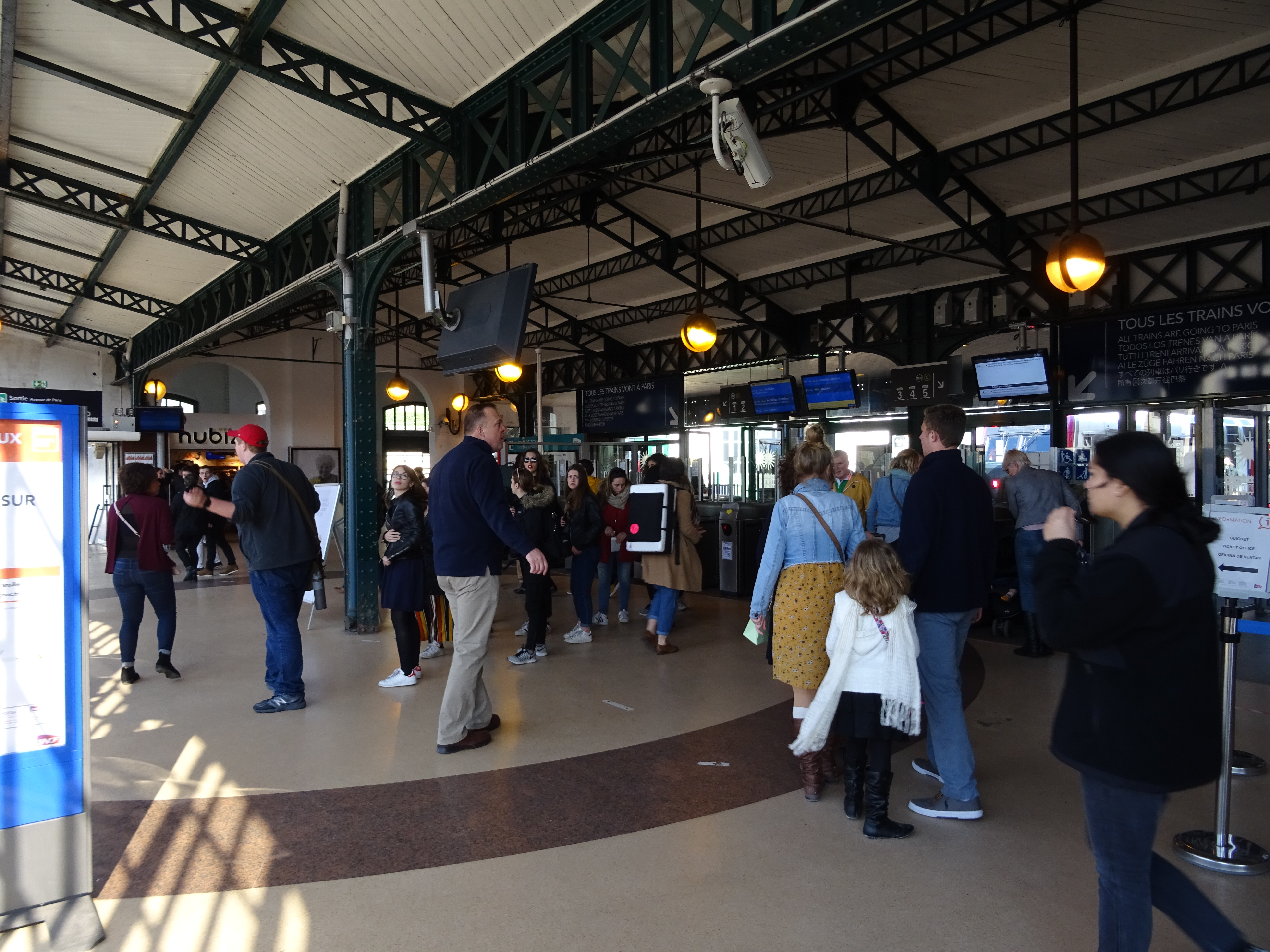
El hall de la estación

### Recepción
La estación SNCF dispone de un edificio de viajeros con taquillas abiertas todos los días. Está equipada con máquinas expendedoras Transilien y grandes líneas. La dependencias, equipos y servicios están adaptadas para las personas con movilidad reducida. Una tienda de prensa Relay y una croissanterie, así como expendedores de bebidas frías y calientes y de chucherías, una cabina de fotografía automática, una copistería y cabinas telefónicas, figuran en el equipamiento del recinto.

### Destinos y Procedencias
Versalles Chateau-Rive-Gauche constituye el término C5 de la línea C del RER de Isla de Francia. Es la estación de origen de las expediciones JILL, con destino Juvisy, y CIME con destino Versailles-Chantiers via Paris, Juvisy y Massy-Palaiseau. 
Es la estación término de las expediciones VICK. 